# Agricultura de Moçambic
Aquest és un article sobre l'agricultura de Moçambic. Moçambic té una varietat de patrons de cultiu regionals; les zones agro-climàtiques van des de l'àrida i semiàrida (sobretot al sud i sud-oest) a les zones subhumides (sobretot al centre i nord) fins al humids altiplans (la majoria de les províncies centrals). Les àrees més fèrtils es troben a les províncies septentrionals i centrals, que tenen un alt potencial agroecològic i produeixen excedents agrícoles. Les províncies del sud tenen sòls més pobres i precipitacions escasses, i estan subjectes a recurrents sequeres i inundacions.

## Indústria agrícola
Com que la gran majoria de la producció agrícola és de secà, la variabilitat del clima és un factor important en el rendiment determinista dels cultius. La principal estació de collita comença amb les primeres pluges de setembre al sud i desembre al nord. Per tant, hi ha una estació de collita menor, basada en la humitat residual del sòl, de març a juliol, que representa aproximadament el 10 per cent de la producció total.
L'agricultura és en la seva major part a base de petites propietats, conreades a mà freqüentment per famílies encapçalades per dones. Al voltant del 97 per cent de la producció prové d'uns 3,2 milions d'explotacions de subsistència amb una mitjana d'1,2 hectàrees. El sector dels petits propietaris a Moçambic es caracteritza per explotacions de diverses parcel·les petites, cultius múltiples, aigua de pluja, varietats tradicionals, ús de fertilitzants i pesticides de baixa intensitat, poca o cap mecanització i baixa productivitat. La majoria de les propietats diversifiquen els conreus davant la baixa productivitat i ingressos. La majoria practica l'agricultura itinerant extensiva, només al voltant d'un terç ven qualsevol cosa que cultivi, i gairebé dues terceres parts viuen a propietats amb falta de seguretat alimentària.
Hi ha al voltant de 36 milions d'hectàrees de terra arable, aptes per a l'agricultura. Tanmateix s'estima que és conreada només el 10 per cent de la superfície total, 3,9 milions d'hectàrees. La resta de la zona consisteix en pastures (44 milions d'hectàrees) i forests i boscos (30.700.000 d'hectàrees). Al voltant de 118.000 hectàrees estan equipats pel regadiu, que cobreix el 3% del potencial del país.
Conreus
La producció de cultius alimentaris és el subsector més important de l'agricultura amb al voltant del 80 per cent de la superfície conreada (2009). Dacsa i iuca són els principals aliments bàsics; altres conreus són el sorgo, mill, arròs, fesols, cacauets, moniatos i una àmplia varietat de verdures. El blat de moro es conrea a totes les regions del país pel voltant d'un 79 per cent de les propietats rurals i ocupa al voltant del 35 per cent de l'àrea total plantada. La iuca es conrea principalment al nord i al sud-est, on és el principal aliment bàsic. Aquest cultiu és un component important de l'estratègia de reducció del risc dels petits propietaris perquè és tolerant a la sequera i resistents a les malalties. El cacauet es conrea en sòls sorrencs a la majoria dels llocs i fa una important contribució a la dieta i ingressos de les llars. Els principals cultius comercials són el tabac, cotó, sèsam, sucre i te. Els cultius arboris, especialment coco i anacard, conreats pels petits agricultors, són una important font d'ingressos en divises, i contribueixen a la seguretat alimentària de les llars.
Tecnologia i Tècniques
L'ús de tecnologies modernes i sistemes de regadiu es limita a un petit nombre de granges de cultius i verdures comercials i superen als cultivadors de tabac i productors de cotó en contracte. El rendiment de les collites són aproximadament la meitat de les estimacions estàndard regionals, precisant un gran marge de millora.
La ramaderia és un sector poc desenvolupat. El bestiar, cabres, ovelles i porcs es crien en grans prats d'herba. Hi ha també un ràpid creixement de la indústria moderna d'aviram. El 2009 el ramat sumava 1,2 milions de caps de bestiar boví, 4,5 milions d'ovelles i cabres, 1,3 milions de porcs, i 18 milions d'aus de corral. La producció de carn s'estima en 22.000 tones; la carn de porc, 91.000 tones; la carn d'au, 22.000 tones; llet de vaca, 75.000 tones; i ous de gallina, 14 milions. L'alta prevalença de malalties són els principals obstacles que soscaven l'augment en la quantitat de bestiar. Per exemple, la malaltia de Newcastle és el principal problema per a l'aviram, a les províncies del nord la mosca tse-tse afecta el bestiar boví, i la pesta porcina africana afecta els porcs. La regió sud és el cor de les activitats ramaderes perquè els animals hi són menys propensos a malalties.

## Després de l'agricultura
En el subsector de la pesca, es creu que unes 1.500 espècies viuen les aigües del mar de Moçambic, dels quals 400 són d'importància comercial. En 2008 les captures de pesca i la producció d'aqüicultura van ser de 120.000 tones. La captura potencial s'estima en 500.000 tones de peix. Els arrossegadors sud-africans estan autoritzats a pescar en aigües de Moçambic a canvi de proporcionar una part de les seves captures a Moçambic. La Comunitat Europea, Itàlia i Japó han entrat cadascú en acords dissenyats per ajudar a desenvolupar la indústria pesquera.

## Clima i geografia
L'espès bosc cobreix les regions humides, on hi ha sòls fèrtils, però l'interior és més sec, i compta amb sòls sorrencs o rocosos, només compatibles amb una vegetació de fina sabana. Hi ha explotació extensiva de fustes com el banús arreu del país. La producció de fusta procedeix dels boscos naturals i és consumida gairebé íntegrament per les poblacions rurals locals per combustible i la construcció. Els boscos constitueixen aproximadament 30,7 milions d'hectàrees. El 2009 la fusta tallada era d'aproximadament 36 milions de metres cúbics.